# Adam Collis
Adam Collis (...) è un regista e attore statunitense.
Nel 1986 iniziò a frequentare l'Università Duke per poi studiare alla University of Southern California nel 1991. Iniziò a lavorare nel 1995 come assistente alla regia per il cortometraggio Love in the Ruins di Scott Derrickson. Ha diretto diversi documentari e cortometraggi, tra i quali il pluripremiato Mad Boy, I'll Blow Your Blues Away. Nel 2000 Collis dirige Susent Strip, un film sulla scena musicale di Los Angeles dei primi anni settanta. Il film fu prodotto da Art Linson e interpretato da Jared Leto, Adam Goldberg, Anna Friel, Simon Baker, Nick Stahl e Rory Cochrane. Collis ha ricevuto numerose candidature e premi da parte di diverse organizzazioni e festival cinematografici. È l'attuale professore di regia cinematografica all'Università statale dell'Arizona.